# Championnat d'Écosse de football de quatrième division 2012-2013
Navigation
Édition précédente Édition suivante
Le Championnat d'Écosse de football de D4 2012-2013 (ou Ibrn-Bru Scottish Football League Third Division pour des raisons de sponsoring), est la 18e édition du Championnat d'Écosse de football D4 dans sa version actuelle.
Cette épreuve regroupe 10 équipes qui s'affrontent quatre fois, sur un total de 36 journées. Le champion est promu en Scottish Second Division. Il n'y a pas de relégation de cette division, comme c'est le niveau le plus bas dans le championnat écossais.
La fédération écossaise de football a pris la décision de reléguer les Glasgow Rangers au plus bas niveau des compétitions de niveau national soit la Scottish Football League Third Division.
Les Glasgow Rangers sont champions depuis le 30 mars 2013 avec 21 points d'avance après le match nul 0-0 à Montrose.

## Les clubs participant à l’édition 2012-2013
| \| Annan Athletic Berwick Rangers Clyde East Stirlingshire Elgin City Montrose Peterhead Queen's Park Rangers Stirling Albion \| Localisation des clubs engagés dans le championnat. |
| Annan Athletic Berwick Rangers Clyde East Stirlingshire Elgin City Montrose Peterhead Queen's Park Rangers Stirling Albion                                                           |

| Club                             | Stade             | Capacité | Ville              |
| -------------------------------- | ----------------- | -------- | ------------------ |
| Annan Athletic Football Club     | Galabank          | 3 500    | Annan              |
| Berwick Rangers Football Club    | Shielfield Park   | 4 131    | Berwick-upon-Tweed |
| Clyde Football Club              | Broadwood Stadium | 8 029    | Cumbernauld        |
| East Stirlingshire Football Club | Ochilview Park    | 3 776    | Stenhousemuir      |
| Elgin City Football Club         | Borough Briggs    | 3 927    | Elgin              |
| Montrose Football Club           | Links Park        | 3 292    | Montrose           |
| Peterhead Football Club          | Balmoor Stadium   | 4 000    | Peterhead          |
| Queen's Park Football Club       | Hampden Park      | 52 025   | Glasgow            |
| Rangers Football Club            | Ibrox Stadium     | 50 987   | Glasgow            |
| Stirling Albion Football Club    | Forthbank Stadium | 3 808    | Stirling           |

## Classement
Le classement est établi sur le barème de points classique (victoire à 3 points, match nul à 1, défaite à 0). Les clubs à égalité de points sont départagés en fonction des critères suivants :
1. Plus grande « différence de buts générale » ;
2. Plus grand nombre de buts marqués.

| Rang | Équipe             | Pts | J  | G  | N  | P  | Bp | Bc | Diff |
| ---- | ------------------ | --- | -- | -- | -- | -- | -- | -- | ---- |
| 1    | Glasgow Rangers R  | 83  | 36 | 25 | 8  | 3  | 87 | 29 | +58  |
| 2    | Peterhead          | 59  | 36 | 17 | 8  | 11 | 52 | 28 | +24  |
| 3    | Queen's Park       | 56  | 36 | 16 | 8  | 12 | 60 | 54 | +6   |
| 4    | Berwick Rangers    | 49  | 36 | 14 | 7  | 15 | 59 | 55 | +4   |
| 5    | Elgin City         | 49  | 36 | 13 | 10 | 13 | 67 | 69 | -2   |
| 6    | Montrose           | 47  | 36 | 12 | 11 | 13 | 60 | 68 | -8   |
| 7    | Stirling Albion    | 45  | 36 | 12 | 9  | 15 | 59 | 58 | +1   |
| 8    | Annan Athletic     | 43  | 36 | 11 | 10 | 15 | 54 | 65 | -11  |
| 9    | Clyde              | 40  | 36 | 12 | 4  | 20 | 42 | 66 | -24  |
| 10   | East Stirlingshire | 29  | 36 | 8  | 5  | 23 | 49 | 97 | -48  |

- Promotion en Scottish Second Division
- Qualification pour les barrages d'accession
- R : Relégué de Scottish Premier League 2011-12

## Résultats
| Résultats (▼dom., ►ext.)                                   | ANN | BER | CLY | EST | ELG | MON | PET | QPA | RAN | STI |
| Annan Athletic                                             |     | 3-2 | 1-3 | 5-2 | 2-0 | 2-1 | 2-1 | 2-3 | 0-0 | 5-2 |
| Berwick Rangers                                            | 3-1 |     | 2-1 | 3-0 | 0-0 | 1-4 | 1-1 | 2-0 | 1-1 | 4-1 |
| Clyde                                                      | 2-1 | 2-1 |     | 2-1 | 2-2 | 1-2 | 0-2 | 0-3 | 0-2 | 2-1 |
| East Stirlingshire                                         | 2-2 | 0-1 | 3-0 |     | 1-4 | 2-2 | 2-1 | 0-2 | 2-6 | 3-1 |
| Elgin City                                                 | 2-2 | 3-1 | 2-1 | 3-4 |     | 6-1 | 2-0 | 0-4 | 2-6 | 3-1 |
| Montrose                                                   | 0-0 | 3-1 | 2-3 | 3-1 | 2-2 |     | 2-0 | 1-1 | 2-4 | 3-2 |
| Peterhead                                                  | 2-0 | 1-0 | 1-0 | 2-0 | 1-1 | 2-0 |     | 1-0 | 2-2 | 2-2 |
| Queen's Park                                               | 2-2 | 1-1 | 1-0 | 1-2 | 1-1 | 2-2 | 0-0 |     | 0-1 | 2-1 |
| Rangers                                                    | 3-0 | 4-2 | 3-0 | 5-1 | 5-1 | 4-1 | 2-0 | 2-0 |     | 2-0 |
| Stirling Albion                                            | 5-1 | 6-3 | 0-1 | 1-1 | 1-4 | 1-3 | 1-0 | 1-2 | 1-0 |     |
| - Victoire à domicile - Match nul - Victoire à l'extérieur |     |     |     |     |     |     |     |     |     |     |

| Résultats (▼dom., ►ext.)                                   | ANN | BER | CLY | EST | ELG | MON | PET | QPA | RAN | STI |
| Annan Athletic                                             |     | 2-2 | 0-1 | 1-2 | 2-2 | 1-1 | 0-0 | 2-0 | 1-3 | 0-1 |
| Berwick Rangers                                            | 0-2 |     | 3-3 | 2-0 | 2-1 | 4-0 | 0-2 | 4-1 | 1-3 | 1-0 |
| Clyde                                                      | 2-3 | 2-1 |     | 2-0 | 1-1 | 1-0 | 2-0 | 2-3 | 1-4 | 1-2 |
| East Stirlingshire                                         | 1-2 | 0-3 | 3-0 |     | 3-2 | 1-2 | 2-4 | 0-2 | 2-4 | 1-1 |
| Elgin City                                                 | 3-1 | 1-2 | 4-2 | 3-2 |     | 3-2 | 0-3 | 3-5 | 0-1 | 1-2 |
| Montrose                                                   | 5-1 | 1-3 | 1-1 | 2-2 | 4-1 |     | 0-6 | 1-2 | 0-0 | 2-2 |
| Peterhead                                                  | 2-0 | 1-1 | 3-0 | 6-0 | 0-1 | 0-1 |     | 0-2 | 0-1 | 0-0 |
| Queen's Park                                               | 2-2 | 2-1 | 4-1 | 5-1 | 0-1 | 1-2 | 0-3 |     | 1-4 | 2-2 |
| Rangers                                                    | 1-2 | 1-0 | 2-0 | 3-1 | 1-1 | 1-1 | 1-2 | 4-0 |     | 0-0 |
| Stirling Albion                                            | 2-1 | 1-0 | 2-0 | 9-1 | 1-1 | 3-1 | 0-1 | 2-3 | 1-1 |     |
| - Victoire à domicile - Match nul - Victoire à l'extérieur |     |     |     |     |     |     |     |     |     |     |

### Barrage de promotion/relégation
Les équipes classées deuxième, troisième et quatrième participent aux barrages. Si une de ces équipes remportent cette compétition prenant la forme d'une coupe en matches aller-retour, elle accède à la division supérieure.
La quatrième équipe participante est l'équipe ayant terminée à lavant-dernière place de la division supérieure. Si cette équipe remporte la compétition, elle se maintient dans sa division. Dans le cas contraire, elle est reléguée.

#### Demi-finales aller
|  | Queen's Park | 0 – 1   | Peterhead |  |
|  |              | (0 – 0) |           |  |

|  | Berwick Rangers | 1 – 1   | East Fife |  |
|  |                 | (0 – 1) |           |  |

#### Demi-finales retour
|  | Peterhead | 3 – 1   | Queen's Park |  |
|  |           | (0 – 0) |              |  |

Score cumulé : Peterhead 4 – 1 Queen's Park
|  | East Fife | 2 – 1 ap | Berwick Rangers |  |
|  |           | (0 – 0)  |                 |  |

Score cumulé : East Fife 3 – 2 Berwick Rangers

#### Finale aller
|  | East Fife | 0 – 0   | Peterhead |  |
|  |           | (0 – 0) |           |  |

#### Finale retour
|  | Peterhead | 0 – 1   | East Fife |  |
|  |           | (0 – 0) |           |  |

Score cumulé : East Fife 1 – 0 Peterhead
East Fife se maintient en Second Division